# 1000% Hate
1000% Hate è la prima compilation del gruppo heavy metal statunitense Nailbomb, pubblicato nel 2023, a quasi tre decenni dallo scioglimento del gruppo. Essa contiene tutte le tracce degli album Point Blank e Proud to Commit Commercial Suicide.